# Norfolk (Connecticut)
Norfolk es un pueblo ubicado en el condado de Litchfield en el estado estadounidense de Connecticut. En el año 2005 tenía una población de 1.676 habitantes y una densidad poblacional de 14 personas por km².

## Geografía
Norfolk se encuentra ubicada en las coordenadas 42°59′01″N 73°11′47″O / 42.98361, -73.19639.

## Demografía
Según la Oficina del Censo en 2000 los ingresos medios por hogar en la localidad eran de $58,906, y los ingresos medios por familia eran $67,500. Los hombres tenían unos ingresos medios de $41,654 frente a los $36,442 para las mujeres. La renta per cápita para la localidad era de $34,020. Alrededor del 4.1% de la población estaban por debajo del umbral de pobreza.